# Jens Jønsson
Jens Jønsson (Aarhus, 10 de janeiro de 1993) é um futebolista dinamarquês que atua como meia. Atualmente defende o AEK Atenas.

## Carreira
Jens Jønsson fez parte do elenco da Seleção Dinamarquesa de Futebol nas Olimpíadas de 2016.